# 峨洋橋駅
峨洋橋駅（アヤンギョえき）は、大韓民国大邱広域市東区にある大邱交通公社1号線の駅である。駅番号は137。副駅名は大邱国際空港入口。

## 駅構造
- 相対式ホーム2面2線の地下駅。

### のりば
- のりばの番号は存在しない。

| 上り | ●1号線 | 東大邱駅・中央路・半月堂・舌化椧谷方面 |
| 下り | ●1号線 | 半夜月・安心方面                       |

## 駅周辺
- 大邱国際空港 - 鉄道での最寄り駅。ただし約1.5 km離れており、アクセスにはバスへの乗り換えが必要である。
- 東区庁

## 歴史
- 1998年5月2日 - 開業。
- 2017年3月1日 - 副駅名「大邱国際空港入口」を追加。

## 隣の駅
大邱交通公社
●1号線
東区庁駅 (136) - 峨洋橋駅 (137) - 東村駅 (138)